# عزلة مقنع (إب)

تعديل مصدري - تعديل

عزلة مقنع هي إحدى عزل مديرية الشعر في محافظة إب اليمنية ويبلغ تعداد سكانها 3562 نسمة حسب التعداد السكاني في اليمن لعام 2004.

## روابط خارجية
- الجهاز المركزي للإحصاء بالجمهورية اليمنية
- المركز الوطني للمعلومات باليمن
- الدليل الشامل